# مانوئل بلان
مانوئل بلان (فرانسوی: Manuel Blanc‎؛ زادهٔ ۱۲ ژوئن ۱۹۶۸) بازیگر سینما و بازیگر تلویزیون اهل فرانسه است.
از فیلم‌ها یا برنامه‌های تلویزیونی که وی در آن نقش داشته‌است می‌توان به پییر بومارشه، من بوسه نیستم، و دو اشاره کرد.
وی همچنین برندهٔ جوایزی همچون جوایز سزار شده‌است.